# Pistakee Highlands
Pistakee Highlands – jednostka osadnicza w Stanach Zjednoczonych, w stanie Illinois, w hrabstwie McHenry.